# Liste des monuments historiques de l'Eure
Cet article recense les monuments historiques de l'Eure, en France.

## Statistiques
Au 21 juillet 2025, l'Eure compte 472 édifices comportant au moins une protection au titre des monuments historiques, dont 148 sont classés et 353 sont inscrits. Le total des monuments classés et inscrits est supérieur au nombre total de monuments protégés car plusieurs d'entre eux sont à la fois classés et inscrits.

## Liste
Pour des raisons de taille, la liste est découpée en deux :
- communes débutant de A à I : liste des monuments historiques de l'Eure (A-I) ;
- communes débutant de J à Z : liste des monuments historiques de l'Eure (J-Z).